# San Mercurio
Mercurio (Eskentos Capadocia, 225 d. C. - 4 de diciembre de 250 d. C.) fue santo y mártir, oriundo del Asia Menor oriental (en la actual Turquía).
San Mercurio nació alrededor del año 225 d. C. en Capadocia (Asia Oriental Menor). Sus padres eran conversos al cristianismo y lo llamaron «Philopater» o «Philopatyr» (nombre griego que significa «Amante del Padre»). Lo criaron de manera cristiana. Cuando llegó a la edad adulta (a los 17 años), se alistó en el ejército romano durante los días del emperador romano Decio, el pagano. Ganó una gran reputación entre sus superiores como espadachín y táctico en muchas batallas. Lo llamaron Mercurio y se acercó mucho al Emperador.
San Mercurio también es conocido con el nombre de Abu-Seifein (أبو سيفين), que en árabe significa el poseedor de dos espadas, refiriéndose a una segunda espada que le dio el arcángel Miguel. Le fue dado este nombre por los bereberes que lucharon contra él.

## Biografía tradicional

### Familia
Algunos relatos afirman que Mercurio Philopater nació en Eskentos, en Capadocia. Sin embargo, otros se refieren a Roma como su lugar de nacimiento. Philopater era hijo de Yares, un oficial escita del ejército romano. Un día, mientras Yares cazaba en el bosque con su padre, los dos fueron atacados por un animal. El animal saltó sobre el padre de Yares, causando que Yares se desmayara. Mientras Yares estaba inconsciente, tuvo una visión con una luz brillante y una voz que decía: 
«Yares, soy tu Dios que te ama. Sé que tienes un buen corazón y que odias a los ídolos paganos. Quiero informarte que tu hijo, Philopater, será como un árbol que da buenos frutos, y por él, te bendeciré a ti y a tu esposa. Philopater será mi testigo y desafiará todo prejuicio en mi nombre.»
Yares, su esposa y su hijo fueron bautizados poco después. A los tres se les dieron nuevos nombres. Yares se convirtió en «Noé», su esposa se convirtió en «Safina», y Mercurio se convirtió en «Philopater». La noticia de su bautismo se difundió rápidamente en la ciudad y el Princeps ordenó que fueran arrestados y arrojados a los animales salvajes. Sin embargo, los animales no les hicieron daño y el Princeps decidió liberar a Noé y a su familia.
Cuando los bereberes atacaron, Noé fue a luchar contra ellos. Lo tomaron prisionero y lo trajeron a su país, donde lo encerraron durante diecisiete meses. Cuando la guerra terminó, volvió a su ciudad y se unió a su familia, pero murió poco después.
Se dice que san Philopater (Mercurio) es también el primo de san Jorge de Capadocia acorde a la tradición popular.

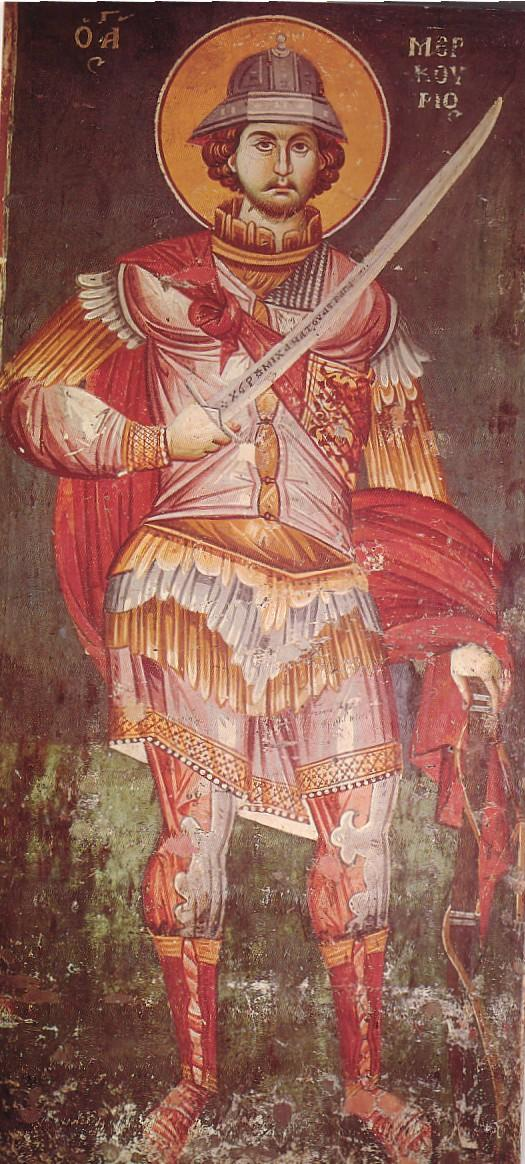
Un fresco bizantino de san Mercurio, del 1295, de Ohrid, Macedonia del Norte.

### Carrera militar de san Mercurio
Después de la muerte de Noé, el emperador romano pagano Decio (del 249 d. C. al 251 d. C.) eligió a Mercurio para reemplazar a su padre. Descrito como muy fuerte y valiente, Mercurio se ganó el respeto de sus compañeros y ganó renombre como espadachín. Cuando los bereberes atacaron Roma, Decio salió a luchar contra ellos pero se asustó al ver cuántos eran. Mercurio se acercó a él y le dijo: «No tengas miedo, porque Dios matará a nuestros enemigos y nos traerá la victoria.»
Después de varios días de lucha, el arcángel Miguel se le apareció a Mercurio con una espada brillante. El santo tomó la espada del arcángel, la cual era divina, por ello ahora sostenía una espada militar y una espada divina otorgada por el arcángel. Conquistó a los bereberes. Cuando el emperador romano Decio se enteró de la victoria triunfal, nombró a Mercurio como Princeps.

### Martirio de san Mercurio

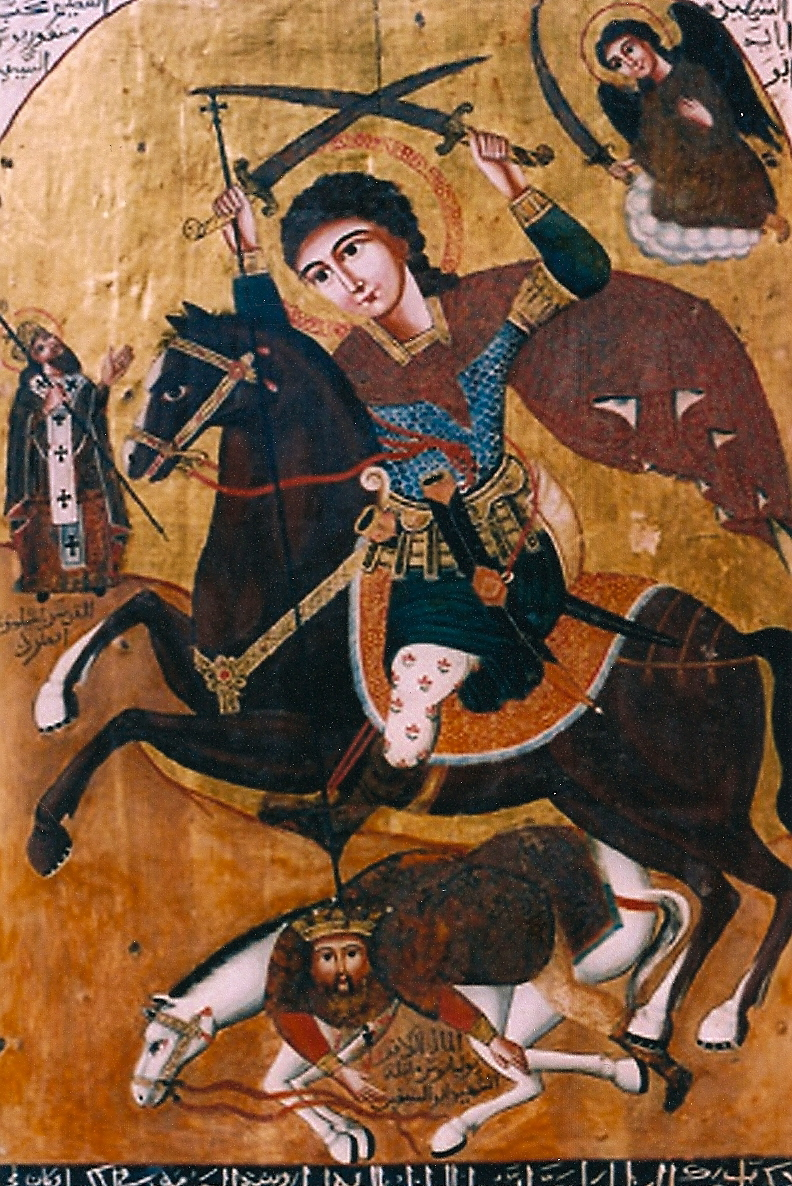
Icono copto de san Mercurio por Yuhanna al-Armani en la Iglesia Colgante, Cairo.

A pesar de ello, en el año 249, Decio comenzó su persecución a los cristianos, obligando a todos a ofrecer sacrificios a sus dioses paganos. El Arcángel Miguel se le apareció a Mercurio y le dijo que recordara a Dios y que no temiera la persecución. El santo se animó y pasó toda la noche rezando fervientemente, confesando su debilidad a Dios.
El Emperador envió mensajeros para convocar a Mercurio al palacio, diciendo: «Querido Mercurio, vayamos a ofrecer incienso a los dioses que nos ayudaron a alcanzar la victoria en la guerra.» Mientras se iban, Mercurio se deslizó entre la multitud y se fue. Sin embargo, uno de los guardias informó de su ausencia, y el emperador llamó a Mercurio y le preguntó: "¿Es cierto que te negaste a adorar a los ídolos que nos ayudaron durante la guerra?". Mercurio se declaró cristiano, diciendo: «No adoro a nadie excepto a mi Señor y mi Dios, Jesucristo.»
El Emperador trató de persuadirlo de que renunciara a su fe, pero fracasó. Entonces ordenó que Mercurio fuera despojado de su rango y torturado. Temiendo una revuelta porque el pueblo amaba a Mercurio, el Emperador lo ató con grilletes de hierro y lo envió a Cesarea. Mercurio fue decapitado el 4 de diciembre de 250 d. C. Tenía sólo 25 años.

## Otras tradiciones

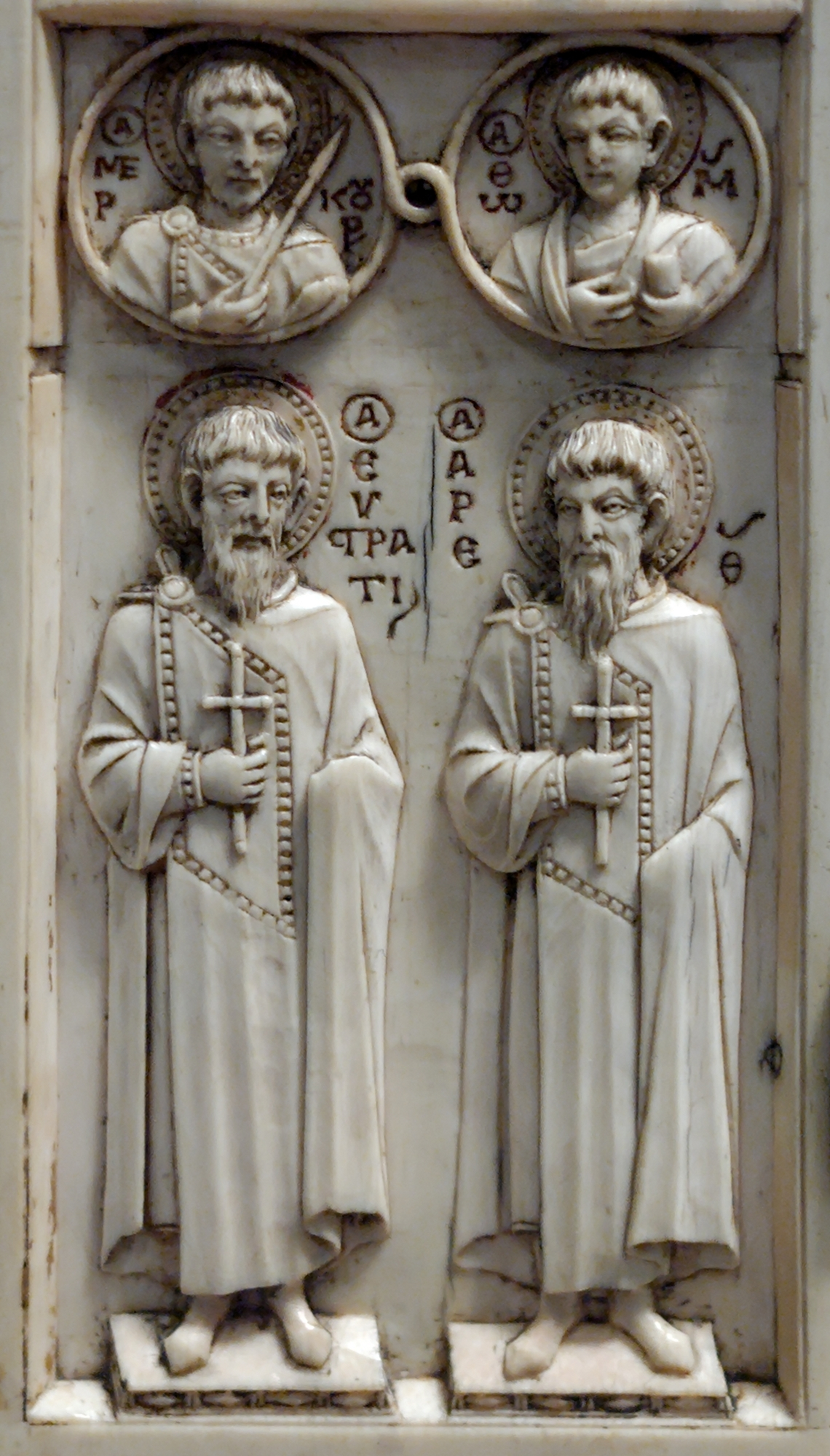
San Aretas con san Eustracio. En los redondeles, Mercurio y Tomás el Apóstol. Del Tríptico Harbaville.

Después del fin de la primera persecución, el lugar de entierro del santo fue revelado. Mercurio se le apareció a un hombre humilde en la ciudad y le dijo que era «Mercurio, el mártir del Señor». Y agregó, «mi cuerpo está enterrado en Capadocia, bajo la vieja casa camino del palacio real. Mi cuerpo se ve tan blanco como la nieve, porque Jesús estuvo presente en el momento de mi martirio», dijo el santo.
A la mañana siguiente, el hombre fue a cavar bajo la vieja casa. Y empezó a oler el olor característico de un perfume, al descubrir el cuerpo del santo. La noticia se difundió rápidamente y mucha gente vino a ver el cuerpo bendito. Lo trasladaron temporalmente a la iglesia local hasta que construyeron una nueva iglesia con su nombre donde el cuerpo de Mercurio fue enterrado con respeto y devoción.
Unos años después, el Catolicós de Armenia y el obispo de la Iglesia Armenia, visitaron Egipto y se encontraron con el Patriarca de Alejandría, el líder de la Iglesia Copta. Este último le preguntó si Egipto podía tener parte de las reliquias de san Mercurio para ser colocadas en la iglesia que lleva su nombre en Egipto. El 16 de junio, parte de las reliquias de san Mercurio fueron trasladadas a Egipto.
De acuerdo con una tradición, san Basilio una vez rezó ante un icono en el que Mercurio era representado como un soldado que llevaba una lanza. Le pidió a Dios que no permitiera al emperador Juliano el Apostata (del 361 d. C. al 363 d. C.) volver de su guerra contra los persas y reanudar su opresión contra los cristianos. La imagen del mártir Mercurio representada en el icono se hizo invisible, sólo para reaparecer más tarde con una lanza ensangrentada. Juliano el Apóstata, en su campaña persa, fue herido mortalmente por la lanza de un soldado desconocido.
Las monjas y su abadesa, madre Irene en el monasterio de san Mercurio en El Cairo acreditan la intercesión del santo para la revocación de la decisión del gobierno de confiscar sus propiedades para el Ministerio de Defensa.